# Dienst Straatklinkercontrole
De Dienst Straatklinkercontrole was een op 24 januari 1948 opgericht onderdeel van de Nederlandse organisatie Rijkswaterstaat. Deze dienst hield zich bezig met het testen van diverse typen klinkers. Op het terrein van de dienst werden regelmatig proefbestratingen gelegd en weer opgebroken om de beste klinkersoort te kiezen voor de Nederlandse wegen.  
Het eerste onderzoek naar de eigenschappen van straatklinkers werd omstreeks 1930 gedaan bij het Rijkswegenbouwlaboratorium. Omdat dat laboratorium vooral chemisch-technologisch georiënteerd was, werden al gauw de fysisch klinkerproeven uitbesteed aan het laboratorium van de Haagse Dienst Bouw- en Woningtoezicht, dat in Den Haag naast het Rijkswegenbouwlaboratorium was gevestigd.  In 1935 werd deze taakverdeling geformaliseerd. Dit was niet naar de zin van de straatklinkerfabriekanten: zij vonden dat het Rijk de straatklinkersector niet links mocht laten liggen. Volgens hen waren klinkerwegen veiliger, mooier en soms zelfs goedkoper dan andere wegen. Ook in de Tweede Kamer was er steun voor deze lobby. Het resultaat was in 1939 een klinkerafdeling binnen het Rijkswegenbouwlaboratorium.
In de eerste jaren van de uitvoering van het Rijkswegenplan 1927 maakten klinkerwegen nog wel een bloeiperiode door (tussen 1926 en 1930 steeg de vraag naar straatklinkers van 25 miljoen naar 225 miljoen stuks). De asfaltwegen verloren in die tijd terrein. Rond 1935 werd een evenwicht bereikt. Na de Tweede Wereldoorlog was er aanvankelijk een tekort aan bitumen maar rond 1950 werden steeds meer klinkerwegen "overlaagd" met asfaltbeton.
Inmiddels was de keuring van klinkers afgesplitst van het Rijkswegenbouwlaboratorium door de oprichting in 1948 van de Dienst Straatklinkercontrole in Arnhem. Wel werd in 1966, toen het Rijkswegenbouwlaboratorium een nieuwe directeur kreeg deze gelijktijdig hoofd van de Dienst Straatklinkercontrole. 
Op 1 juni 1973  hield de Dienst Straatklinkercontrole op te bestaan. De ontwikkelingen in de straatklinkerindustrie en de sterk afnemende toepassing van het materiaal maakte de dienst overbodig. Personeel en taken werden aanvankelijk overgebracht naar een tijdelijke afdeling straatklinkers en vervolgens werd de verantwoordelijkheid voor de keuring per 1 februari 1974 ondergebracht bij de Stichting KOMO.